# Saison 2 de Bella et les Bulldogs
Chronologie
Saison 1
Cet article présente les épisodes de la seconde saison de la série télévisée américaine Bella et les Bulldogs (Bella and the Bulldogs).

## Épisodes

### Épisode 1 : Coéquipier adverse (Wide Deceiver)
- États-Unis : 30 septembre 2015
- France : 22 mars 2016

### Épisode 2 : Soirée entre filles (Girl's Night)
- États-Unis : 7 octobre 2015
- France : 24 mars 2016

### Épisode 3 : Faute individuelle (Personal Foul)
- États-Unis : 14 octobre 2015
- France : 27 mars 2016

### Épisode 4 : La Rally Week  (Rally Week)
- États-Unis : 21 octobre 2015
- France : 25 mars 2016

### Épisode 5 : Shabooyah! (Sha-Boo! Ya)
- États-Unis : 28 octobre 2015
- France : 23 mars 2016

### Épisode 6: Qui a tué le Tex Fest? (Who Killed Tex Fest?)
- États-Unis : 4 novembre 2015
- France : 1er avril 2016

### Épisode 7 : Par-dessus le marché (Dudes & Chicks)
- États-Unis : 11 novembre 2015
- France : 31 mars 2016

### Épisode 8 : Trop deux Cavaliers (Two Many Dates)
- États-Unis : 18 novembre 2015
- France : 2 avril 2016

### Épisode 9 : Bella, la hors-la-loi (The Outlaw Bella Dawson)
- États-Unis : 13 février 2016
- France : 5 septembre 2016

### Épisode 10 : Parents et boulets (Parents & Pigskins)
- États-Unis : 19 mars 2016
- France : 1er septembre 2016

### Épisode 11 : Paillettes et ballon (Glitz & Grit)
- États-Unis : 26 mars 2016
- France : 30 août 2016

### Épisode 12: Pas de place pour les remplaçants (Accept No Substitutes)
- États-Unis : 2 avril 2016
- France : 2 septembre 2016

### Épisode 13: Je t'aime, Hunter Hayes (I Love You, Hunter Hayes!)
- États-Unis : 9 avril 2016
- France : 30 mars 2016

### Épisode 14: Rencard à trois (Party of Three)
- États-Unis : 16 avril 2016
- France : 6 septembre 2016

### Épisode 15: Travaux d'intérêt général (Bad Grandma)
- États-Unis : 23 avril 2016
- France : 31 août 2016

### Épisode 16: Bella sous les feux des projecteurs  (Bella in the Spotlight)
- États-Unis : 30 avril 2016
- France : 7 septembre 2016

### Épisode 17: Un record qui a du chien (Doggone Record Breaker)
- États-Unis : 7 mai 2016
- France : 8 septembre 2016

### Épisode 18: La fête d'avant match (Tailgating)
- États-Unis : 4 juin 2016
- France : 9 septembre 2016

### Épisode 19: Hé Bébé, c'est les Playoffs (Oh Baby, It's the Playoffs)
- États-Unis : 11 juin 2016
- France : 9 septembre 2016

### Épisode 20: Le plus gros match du monde (Biggest. Game. Ever.)
- États-Unis : 25 juin 2016
- France : 9 septembre 2016